# Nazionale maschile di pallacanestro del Togo
La nazionale di pallacanestro del Togo è la rappresentativa cestistica del Togo ed è posta sotto l'egida della Federazione cestistica del Togo.

## Piazzamenti

### Campionati africani
- 1972 - 11°
- 1974 - 5°
- 1978 - 8°
- 2011 - 16°

## Formazioni

### Campionati africani
Campionato africano maschile di pallacanestro 20114 Soulemana, 5 Damtaré, 6 Midodji, 7 Boucari, 8 Pinheiro, 9 Ayayi, 10 Doe-Bruce, 11 Kouigan, 12 Williams, 13 Fofana, 14 Saibou, 15 Diaby,        All. Guy Arneaud

## Nazionali giovanili
- Nazionale Under-18
- Nazionale Under-16